# Megaherz
Para la unidad de frecuencia, véase Megahercio.
Megaherz es un grupo alemán de metal industrial, formado en 1993 en la localidad de Eichenau. Es a menudo considerada una de las bandas pioneras en la definición del género musical denominado Neue Deusche Härte. Su estilo musical se caracteriza por ser más oscuro que el de otras bandas similares. A menudo utilizan referencias a conocidos cuentos de hadas alemanes en sus canciones. Sus integrantes suelen llevar maquillaje de payaso, personaje que también es recurrente en las portadas de sus discos.

## Biografía

### Formación y primeros años (1993-2002)
La banda fue fundada en 1993 por Alexander "Alexx" Wesselsky, Marc Bredtmann, Josef Kalleder, Tobias Trinkl y Christian Scharinger. Su primer demo Herzwerk sería lanzado en 1995, con un estilo fuertemente influenciado por bandas de metal alternativo e industrial de la época, como Faith No More o Clawfinger.
Durante estos años, la banda daría algunos conciertos con su formación original, para que luego en 1997 y tras un cambio de integrantes, lanzara su primer álbum oficial Wer bist du?, ya como un trío y con un estilo mucho más definido que incluía secuencias y secciones de rap, que luego se transformarían en la marca del grupo. En este disco participó como miembro de sesión el músico Noel Pix, grabando los teclados y sintetizadores.
Al año siguiente lanzan Kopfschuss, donde se integra oficialmente a Noel Pix como miembro permanente. El disco fue acompañado del sencillo "Freiflug" en 1999, transformándose en la canción más conocida del grupo hasta la fecha, alcanzando la séptima posición en la Lista Alternativa Alemana de música.
En el año 2000 le seguiría Himmelfahrt, debutando en el puesto número 78. El disco fue sucedido por Herzwerk II en 2002, logrando la misma posición en los rankings.
Ese mismo año, el cantante Alexx Wesselsky junto a Noel Pix anuncian su salida del grupo al terminar la gira en curso. El hecho se concretaría formalmente el 1 de enero de 2003, con el nacimiento de Eisbrecher.

### La búsqueda por un nuevo cantante (2003-2007)
En 2003, el resto de la banda confirma que ya tienen un nuevo cantante para ocupar el puesto de Alexx. Se trataba de Mathias Elsholz, de la banda Twelve After Elf. Elsholz no era un completo desconocido, ya que anteriormente había participado como invitado en la canción "Falsche Götter" del disco Himmelfahrt. La banda entonces se enfocaría en terminar el nuevo álbum de estudio.
El álbum finalmente sería lanzado el 5 de mayo de 2004 y se llamaría 5. La banda se embarcaría en una gira promocional que fue abruptamente interrumpida en septiembre de 2005, debido a la salida "totalmente sorpresiva" de Elsholz.
Por aquel entonces ningún motivo para la salida del cantante fue comunicado oficialmente por la banda. Sin embargo, el propio Elsholz se encargó de dar a conocer la noticia que sería padre de gemelos y que deseaba dedicar más tiempo a su nueva familia.
El disco fue lanzado en Estados Unidos gracias a un acuerdo con Eclipse Records, el 21 de febrero de 2006.
Al año siguiente, el grupo confirmaría que encontró un nuevo cantante y que ya estaban trabajando en su nuevo disco a la vez que volverían a dar conciertos en simultáneo con la producción del nuevo material.

### Nueva formación y actualidad (2008 hasta ahora)
A mediados de 2007 se revela la identidad del nuevo vocalista: Alexander "Lex" Wohnhaas de la banda Seelenbrand, quien ya había apoyado a la banda en un concierto en Moscú. También se anuncia un nuevo baterista, Jürgen "Bam Bam" Wiehler del grupo Bonfire.
Casi un año después, en julio de 2008 se lanza el nuevo disco Heuchler. La nueva formación también daría paso a un cambio en el estilo, tornándose bastante más oscuro y pesado que en discos anteriores. El disco alcanzó el puesto número 31 en el ranking Alemán de Discos.
Al año siguiente, en 2009, lanzan un recopilatorio titulado Totgesagte Leben Länger, citando una parte de la letra de la canción "Dein Herz Schlägt". Le seguiría otro recopilatorio en 2010, esta vez de remixes, llamado Loblieder.
A fines de ese año anuncian que están trabajando en un nuevo disco de estudio, sin embargo, su lanzamiento se pospondría hasta enero de 2012. El disco llevaría por título Götterdammerung y los llevaría a recorrer numerosos escenarios en clubes y festivales, siendo el más importante el festival Wacken Open Air de 2012, ya que daría lugar al primer álbum en vivo de su carrera Götterdammerung: Wacken Live Edition. También lanzan el sencillo "Gegen Den Wind", que sería incluido en su siguiente álbum Zombieland de 2014.
Zombieland se convierte en el primer disco que lanzan bajo su nueva casa discográfica, la multinacional Napalm Records. Este álbum es seguido del EP Erdwärts, que consiste en 4 canciones nuevas y dos versiones regrabadas de "Teufel" y "Jordan", ambas del segundo disco Kopfschuss.
A principios de 2017, Megaherz se va de gira por primera vez a China, tocando en cuatro ciudades del país, incluyendo Pekín. El mismo año se da a conocer la noticia de que el nuevo disco de la banda, Komet, estaría listo en febrero de 2018. Coincidiendo con el lanzamiento de este, su más reciente trabajo, el baterista Jürgen Wiehler deja la banda, siendo reemplazado por Tobias Derer y posteriormente por Rolf Herring.

## Origen del nombre
El nombre Megaherz proviene de un juego de palabras entre Megadeth, la importante banda de metal; Y Wildecker Herzbuben, un dúo folclórico alemán de la localidad de Wildeck.
La banda además utiliza el lema "Hart, aber herzlich" ("Duro, pero cálido") y una cita del poeta Rainer Maria Rilke: "Werk des Gesichts ist getan, tue nun Herzwerk" ("La labor de la vista está hecha, haz ahora la labor del corazón").

## Integrantes

### Miembros actuales
- Alexander "Lex" Wohnhaas - voz (desde 2007)
- Christian "X-ti" Bystron - guitarra (desde 1997)
- Werner "Wenz" Weninger - bajo (desde 1997)
- Christoph "Chris" Klinke - guitarra (desde 2011)
- Maxx Hertweck - batería (desde 2022)

### Miembros anteriores
| - Alexander "Alexx" Wesselsky - voz (1993-2003) - Mathias "Jablonski" Elsholz - voz (2003-2005) - Christian Scharinger - teclados (1993-1997) - Jochen "Noel Pix" Seibert - teclados (1998-2003) - Marc Bredtmann - guitarra (1993-1996) - Oliver Pohl - guitarra (2002-2003) - Roland Vencelj - guitarra (2005-2011) | - Josef Kalleder - bajo (1993-1996) - Tobias Trinkl - batería (1993-1996) - Frank Gagerle - batería (1998-2001, 2005-2007) - Jürgen Zink - batería (2002-2005) - Jürgen "Bam Bam" Wiehler - batería (2007-2018) - Tobias Derer - batería (febrero-julio 2018) - Rolf Hering - batería (2018-2022) |

## Discografía
Megaherz ha lanzando hasta la fecha nueve álbumes de estudio, un álbum y película en vivo, cuatro álbumes recopilatorios y una serie de sencillos y EP.

### Discografía principal
- 1997: Wer bist du?
- 1998: Kopfschuss
- 2000: Himmelfahrt
- 2002: Herzwerk II
- 2004: 5
- 2008: Heuchler
- 2012: Götterdammerung
- 2014: Zombieland
- 2018: Komet
- 2023: In Teufels Namen